# Představitelé Čchung-čchingu

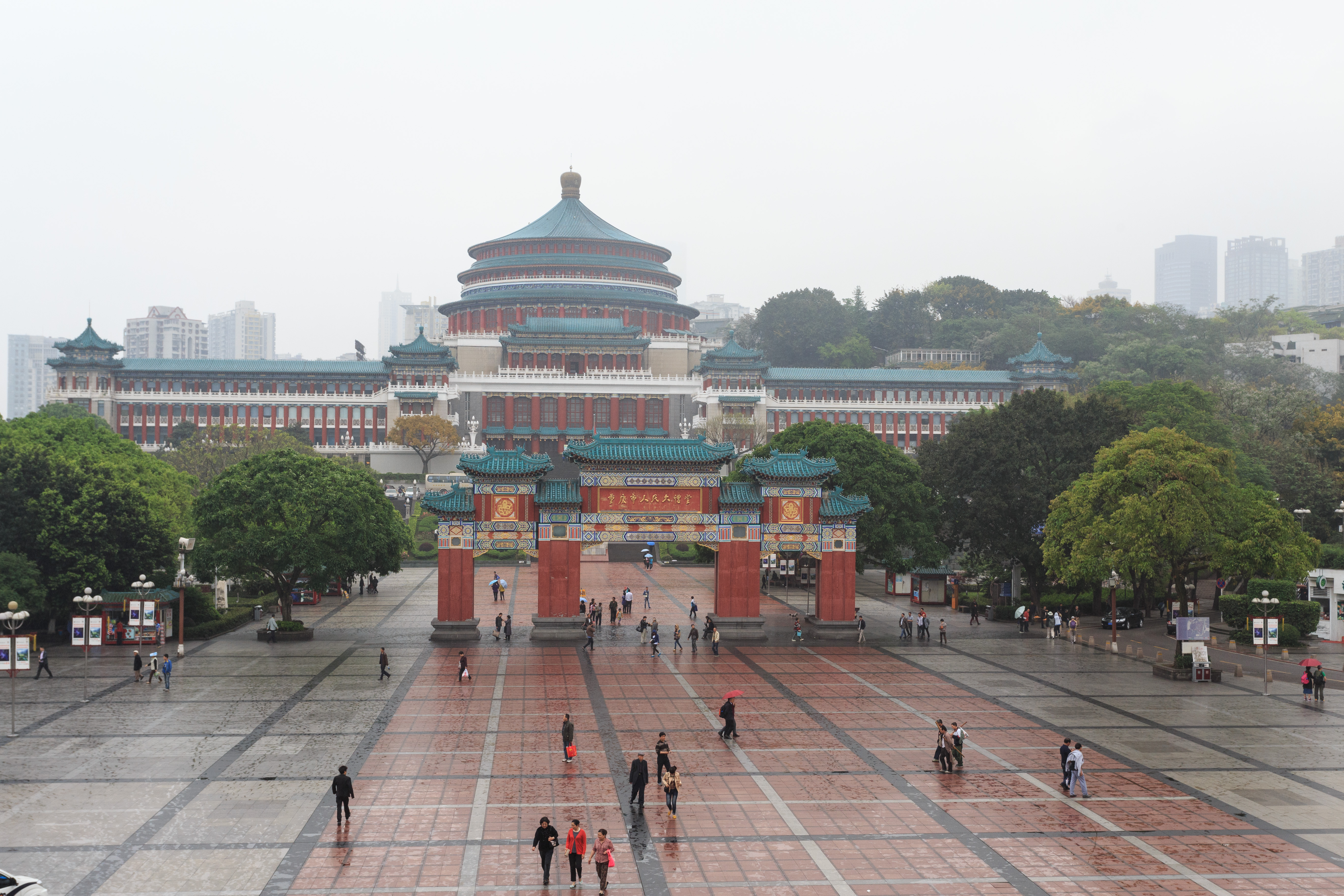
Sídlo čchungčchingského městského lidového shromáždění

Představitelé Čchung-čchingu stojí v čele správy města. V čele správy Čchung-čchingu stojí starosta (š’-čang, 市长) řídící lidovou vládu Čchung-čchingu (Čchung-čching-š’ žen-min čeng-fu, 重庆市人民政府). Nejvyšší politické postavení ve městě má však tajemník čchungčchingského městského výboru Komunistické strany Číny, vládnoucí politické strany města i celého státu. K dalším předním představitelům Čchung-čchingu patří předseda městského lidového shromáždění (zastupitelského sboru) a předseda městského výboru Čínského lidového politického poradního shromáždění (ČLPPS).
V politickém systému Čínské lidové republiky, analogicky k centrální úrovni, má příslušný regionální výbor komunistické strany v čele s tajemníkem ve svých rukách celkové vedení, lidová vláda v čele se starostou (u města) nebo guvernérem (u provincie) řídí administrativu regionu, lidové shromáždění plní funkce zastupitelského sboru a lidové politické poradní shromáždění má poradní a konzultativní funkci.
V rámci administrativy Čínské lidové republiky byl Čchung-čching v letech 1954–1997 začleněn do provincie S’-čchuan, předtím a potom náležel a náleží k přímo řízeným městům na úrovni provincie. 

## Tajemníci čchungčchingského městského výboru Komunistické strany Číny (od 1949)
Čchungčchingský městský výbor KS Číny do roku 1985 vedl první tajemník s pomocí druhého tajemníka a několika dalších tajemníků. Od roku 1985 v čele výboru stojí tajemník s několika zástupci tajemníka. 
Ve sloupci „Další funkce“ jsou uvedeny nejvýznamnější úřady zastávané současně s výkonem funkce tajemníka čchungčchingského výboru strany, případně pozdější působení v politbyru a stálém výboru politbyra.
| Portrét | Jméno (životní data)                 | Od            | Do            | Další funkce a poznámky |
| ------- | ------------------------------------ | ------------- | ------------- | --- |
|         | Čchen Si-lien (陈锡联) (1915–1999)   | 1949          | 1950          | starosta Čchung-čchingu (1949–1951), později člen 9., 10. a 11. politbyra ÚV KS Číny (1969–1982)                                                                |
|         | Čang Lin-č’ (张霖之) (1908–1967)     | 1950          | 1952          | |
|         | Cchao Ti-čchiou (曹荻秋) (1909–1976) | 1952          | 1954          | starosta Čchung-čchingu (1951–1955) |
|         | Jen Chung-jen (阎红彦) (1909–1967)   | 1956          | 1959          | |
|         | Žen Paj-ke (任白戈) (1906–1986)      | 1959          | 1967          | starosta Čchung-čchingu (1955–1966) |
|         | Lan I-nung (蓝亦农) (1919–2008)      | 1967          | 1968          | jako předseda čchungčchingského revolučního výboru (1968) |
|         | Tuan S’-jing (段思英) (1917–2007)    | 1968          | 1969          | jako předseda čchungčchingského revolučního výboru (1968–1969)                                                                                                  |
|         | Che Jün-feng (何云峰) (1922–2013)    | 1969          | 1973          | jako předseda čchungčchingského revolučního výboru (1969–1973)                                                                                                  |
|         | Lu Ta-tung (鲁大东) (1915–1998)      | 1973          | 1977          | předseda čchungčchingského revolučního výboru (1973–1978) |
|         | Čchien Min (钱敏) (1915–2016)        | 1977          | 1978          | |
|         | Ting Čchang-che (丁长河) (* 1934)    | 1978          | 1980          | předseda čchungčchingského revolučního výboru (1978–1980) |
|         | Jü Chan-čching (于汉卿) (1929–2011)  | 1980          | 1985          | starosta Čchung-čchingu (1980–1985) |
|         | Liao Po-kchang (廖伯康) (* 1924)     | 1985          | 1988          | |
|         | Siao Jang (肖秧) (1929–1998)         | 1988          | 1993          | předtím starosta Čchung-čchingu (1985–1988) |
|         | Sun Tchung-čchuan (孙同川) (* 1940)  | 1993          | 1995          | předtím starosta Čchung-čchingu (1988–1993) |
|         | Čang Te-lin (张德邻) (* 1939)        | říjen 1995    | červen 1999   | |
|         | Che Kuo-čchiang (贺国强) (* 1943)    | červen 1999   | říjen 2002    | později člen politbyra ÚV KS Číny (od 2002), a člen stálého výboru politbyra (2007–2012)                                                                        |
|         | Chuang Čen-tung (黄镇东) (* 1941)    | říjen 2002    | prosinec 2005 | předseda čchungčchingského městského lidového shromáždění (2003–2005)                                                                                           |
|         | Wang Jang (汪洋) (* 1955)            | prosinec 2005 | listopad 2007 | předseda čchungčchingského městského lidového shromáždění (2006–2008), později člen politbyra ÚV KS Číny (od 2007), a člen stálého výboru politbyra (2017–2022) |
|         | Po Si-laj (薄熙来) (* 1949)          | listopad 2007 | březen 2012   | člen politbyra ÚV KS Číny (2007–2012), odvolán a zatčen kvůli korupci                                                                                           |
|         | Čang Te-ťiang (张德江) (* 1946)      | březen 2012   | listopad 2012 | člen politbyra ÚV KS Číny (od 2002), a později člen stálého výboru politbyra (2012–2017)                                                                        |
|         | Sun Čeng-cchaj (孙政才) (* 1963)     | listopad 2012 | červenec 2017 | člen politbyra ÚV KS Číny (2012–2017), odvolán a zatčen kvůli korupci                                                                                           |
|         | Čchen Min-er (陈敏尔) (* 1960)       | červenec 2017 | prosinec 2022 | člen politbyra ÚV KS Číny (od 2017), později tajemník tchienťinského městského výboru KS Číny (od 2022)                                                         |
|         | Jüan Ťia-ťün (袁家军) (* 1962)       | prosinec 2022 | úřadující     | člen politbyra ÚV KS Číny (od 2022) |

## Starostové Čchung-čchingu (od 1949)
Uvedeni jsou starostové Čchung-čchingu od roku 1949. V letech 1949–1954 vedl městskou administrativu starosta v čele lidové vlády Čchung-čchingu, přičemž město patřilo mezi přímo řízená města na úrovni provincie. Od roku 1954 byl Čchung-čching městem na úrovni prefektury v provincii S’-čchuan a vedl ho starosta v čele lidového výboru. Roku 1997 byl Čchung-čching vyňat ze S’-čchuanu a opět se stal přímo řízeným městem. Během kulturní revoluce a krátce po ní, od května 1968 do března 1980, městskou administrativu řídil tchienťinský revoluční výbor v čele s předsedou. V březnu 1980 byl revoluční výbor zrušen a obnoven lidový výbor vedený starostou.
Ve sloupci „Další funkce“ jsou uvedeny nejvýznamnější současně zastávané úřady, případně pozdější působení v politbyru a stálém výboru politbyra. 
| Portrét | Jméno (životní data)                 | Od            | Do            | Další funkce |
| ------- | ------------------------------------ | ------------- | ------------- | --- |
|         | Čchen Si-lien (陈锡联) (1915–1999)   | prosinec 1949 | prosinec 1951 | první tajemník čchungčchingského městského výboru KS Číny (1949–1950), později člen 9., 10. a 11. politbyra ÚV KS Číny (1969–1982)           |
|         | Cchao Ti-čchiou (曹荻秋) (1909–1976) | prosinec 1951 | leden 1955    | první tajemník čchungčchingského městského výboru KS Číny (1952–1954)                                                                        |
|         | Žen Paj-ke (任白戈) (1906–1986)      | leden 1955    | 1966          | první tajemník čchungčchingského městského výboru KS Číny (1959–1967)                                                                        |
|         | Lan I-nung (蓝亦农) (1919–2008)      | květen 1968   | prosinec 1968 | |
|         | Tuan S’-jing (段思英) (1917–2007)    | prosinec 1968 | 1969          | |
|         | Che Jün-feng (何云峰) (1922–2013)    | 1969          | prosinec 1973 | |
|         | Lu Ta-tung (鲁大东) (1915–1998)      | prosinec 1973 | 1978          | první tajemník čchungčchingského městského výboru KS Číny (1973–1977)                                                                        |
|         | Čchien Min (钱敏) (1915–2016)        | květen 1978   | srpen 1978    | první tajemník čchungčchingského městského výboru KS Číny (1977–1978)                                                                        |
|         | Ting Čchang-che (丁长河) (* 1934)    | 1978          | březen 1980   | první tajemník čchungčchingského městského výboru KS Číny (1978–1980)                                                                        |
|         | Jü Chan-čching (于汉卿) (1929–2011)  | březen 1980   | květen 1985   | první tajemník čchungčchingského městského výboru KS Číny (1980–1985)                                                                        |
|         | Siao jang (肖秧) (1929–1998)         | květen 1985   | srpen 1988    | později tajemník čchungčchingského městského výboru KS Číny (1988–1993)                                                                      |
|         | Sun Tchung-čchuan (孙同川) (* 1940)  | srpen 1988    | duben 1993    | později tajemník čchungčchingského městského výboru KS Číny (1993–1995)                                                                      |
|         | Liou Č’-čung (刘志忠) (* 1942)       | duben 1993    | září 1996     | |
|         | Pchu Chaj-čching (蒲海清) (* 1941)   | září 1996     | červen 1999   | do června 1997 úřadující |
|         | Pao Sü-ting (包叙定) (* 1939)        | červen 1999   | říjen 2002    | |
|         | Wang Chung-ťü (王鸿举) (* 1945)      | říjen 2002    | listopad 2009 | |
|         | Chuang Čchi-fan (黄奇帆) (* 1952)    | listopad 2009 | prosinec 2016 | |
|         | Čang Kuo-čching (张国清) (* 1964)    | prosinec 2016 | leden 2018    | později starosta Tchien-ťinu (2018–2020), tajemník liaoningského provinčního výboru KS Číny (2020–2022), člen politbyra ÚV KS Číny (od 2022) |
|         | Tchang Liang-č’ (唐良智) (* 1960)    | leden 2018    | prosinec 2021 | |
|         | Chu Cheng-chua (胡衡华) (* 1963)     | prosinec 2021 | úřadující     | |

## Předsedové čchungčchingského městského lidového shromáždění (od 1997)
| Jméno (životní data)              | Od          | Do            | Další funkce a poznámky |
| --------------------------------- | ----------- | ------------- | --- |
| Wang Jün-lung (王云龙) (* 1945)   | červen 1997 | prosinec 2002 | |
| Chuang Čen-tung (黄镇东) (* 1941) | leden 2003  | prosinec 2005 | tajemník čchungčchingského městského výboru KS Číny (2002–2005)                                                                                           |
| Wang Jang (汪洋) (* 1955)         | leden 2006  | leden 2008    | tajemník čchungčchingského městského výboru KS Číny (2005–2007), později člen politbyra ÚV KS Číny (od 2007), a člen stálého výboru politbyra (2017–2022) |
| Čchen Kuang-kuo (陈光国) (* 1947) | leden 2008  | leden 2012    | |
| Čchen Cchun-ken (陈存根) (* 1952) | leden 2012  | leden 2013    | |
| Čang Süan (张轩) (* 1958)         | leden 2013  | leden 2023    | |
| Wang Ťiung (王炯) (* 1964)        | leden 2023  | úřadující     | předtím předseda čchungčchingského městského výboru ČLPPS (2018–2023)                                                                                     |

## Předsedové čchungčchingského městského výboru Čínského lidového politického poradního shromáždění (ČLPPS, od 1997)
| Jméno (životní data)             | Od          | Do         | Další funkce a poznámky                                                     |
| -------------------------------- | ----------- | ---------- | --------------------------------------------------------------------------- |
| Čang Wen-pin (张文彬) (* 1934)   | červen 1997 | leden 2003 |                                                                             |
| Liou Č’-čung (刘志忠) (* 1942)   | leden 2003  | leden 2008 |                                                                             |
| Sing Jüan-min (邢元敏) (* 1948)  | leden 2008  | leden 2013 |                                                                             |
| Sü Ťing-jie (徐敬业) (* 1951)    | leden 2013  | leden 2017 |                                                                             |
| Sü Sung-nan (徐松南) (* 1956)    | leden 2017  | leden 2018 |                                                                             |
| Wang Ťiung (王炯) (* 1964)       | leden 2018  | leden 2023 | později předseda čchungčchingského městského lidového shromáždění (od 2023) |
| Tchang Fang-jü (唐方裕) (* 1963) | leden 2023  | říjen 2023 |                                                                             |
| Čcheng Li-chua (程丽华) (* 1965) | leden 2024  | úřadující  |                                                                             |